# Сичовський район
Сичовський район (рос. Сычёвский район) — адміністративна одиниця Смоленської області Російської Федерації.
Адміністративний центр — Сичовка.

## Географія
Територіально район межує: на півночі і заході з Тверською областю, на півдні з Новодугінським, на сході із Гагарінським районами Смоленської області. Площа території — 1804 км².
Район розташований в основному у межах Сичовської низовини.

## Історія
Район утворено в 1929 році на території Сичовського і Більського повітів Смоленської губернії, а також частини Ржевського повіту Тверської губернії.

## Адміністративний поділ
До складу району входять одне міське та 11 сільських поселень:
| Муніципальне утворення             | Чисельність населення, ос. | Площа, км² | Адміністративний центр |
| ---------------------------------- | -------------------------- | ---------- | ---------------------- |
| Сичовське міське поселення         | 8,2 тис.                   | 7,9        | місто Сичовка          |
| Бехтєєвське сільське поселення     | 0,494 тис.                 | 219,96     | село Бехтєєво          |
| Вараксінське сільське поселення    | 0,43 тис.                  | 138,43     | село Вараксіно         |
| Дугинське сільське поселення       | 0,913 тис.                 | 135,69     | село Дугино            |
| Караваєвське сільське поселення    | 0,865 тис.                 | 186,6      | село Караваєво         |
| Лукинське сільське поселення       | 0,465 тис.                 | 59,22      | село Лукино            |
| Мальцевське сільське поселення     | 1,388 тис.                 | 174,39     | село Мальцево          |
| Нікольське сільське поселення      | 0,439 тис.                 | 56         | село Нікольське        |
| Середське сільське поселення       | 0,45 тис.                  | 141,58     | село Середа            |
| Субботниковське сільське поселення | 0,737 тис.                 | 157        | село Субботники        |
| Сутормінське сільське поселення    | 0,635 тис.                 | 104,87     | село Суторміно         |
| Хлепенське сільське поселення      | 0,263 тис.                 | 46,52      | село Хлепень           |